# خوان گومس (بازیکن فوتبال اهل آرژانتین)
خوان گومز (انگلیسی: Juan Gómez؛ زادهٔ ۲۵ ژانویه ۱۹۷۱) بازیکن فوتبال است.